# Фридрих Карл (Шлезвиг-Холщайн-Зондербург-Пльон)
Фридрих Карл фон Шлезвиг-Холщайн-Зондербург-Пльон (на немски: Friedrich Karl von Schleswig-Holstein-Sonderburg-Plön; Friedrich Karl von Schleswig-Holstein-Plön; * 4 август 1706, Зондерборг; † 18 октомври 1761, Травентал) е последният херцог на Шлезвиг-Холщайн-Зондербург-Пльон (1722 – 1761). Понеже той умира без легитимен мъжки наследник, херцогството отива обратно на датската кралска фамилия.

## Биография
Той е син на Кристиан Карл фон Шлезвиг-Холщайн-Зондербург-Пльон (* 20 август 1674; † 23 май 1706) и съпругата му Доротея Христина фон Айхелберг (1674 – 1762) (от 1702 Фрау фон Карлщайн, 1722 принцеса на Дания), дъщеря на Йохан Франц фон Айхелберг (амтман в Норбург). Баща му е по-малък брат на херцог Йоахим Фридрих (1668 – 1722).
Фридрих Карл се ражда след смъртта на баща му и има първо името фон Карлщайн. През 1708 г. получава служба като домхер в Магдебург. След смъртта на чичо му Йоахим Фридрих през 1722 г. без мъжки наследник, датският крал Фридрих IV го признава като произлизащ от княжеското съсловие и за наследник на чичо му в Норбург. След смъртта на братовчед му Йохан Ернст Фердинанд от страничната линия Шлезвиг-Холщайн-Пльон-Ретвиш, Фридрих Карл може да поеме управлението в Пльон. В замяна той дава Норбург на датския крал. На 5 ноември 1729 г. той пристига в Пльон и през 1731 г. е признат от имперския съвет.
Фридрих Карл се жени на 18 юли 1730 г. в Копенхаген за графиня Кристиана Армгардис (Ирмгард) фон Ревентлов (* 2 май 1711, Копенхаген; † 6 октомври 1779, Пльон), дъщеря на главния президент на град Алтона, датския генерал граф Кристиан Детлев фон Ревентлов (1671 – 1738) и Бенедикта Маргарета Брокдорф (1678 – 1739). Тя е сестра на граф Конрад Детлев фон Ревентлов (1704 – 1750), който се жени на 20 ноември 1731 г. за неговата сестра Вилхелмина Августа (1704 – 1749). Тя е племенница на Анна София фон Ревентлов, втората съпруга на датския крал Фридрих IV.

## Деца
Фридрих Карл и Христиана Армгардис имат децата:
- София Христина Луиза (1732 – 1757), монахиня, дяконка в Кведлинбург
- Фридерика София Шарлота (1736 – 1769), омъжена на 11 септември 1764 г. в Пльон за граф Георг Лудвиг II фон Ербах-Шьонберг (1723 – 1777)
- Христиан Карл (1738 – 1740)
- мъртвородено дете (*/† март 1741)
- Шарлота Амалия Вилхелмина (1744 – 1770), омъжена на 26 май 1762 г. в Райнфелд за херцог Фридрих Христиан I (1721 – 1794)
- Луиза Албертина (1748 – 1769), омъжена на 4 юни 1763 г. в Бернбург за княз Фридрих Албрехт фон Анхалт-Бернбург (1735 – 1796)

Известни по име са две от метресите на Фридрих Карл: със София Агнес Олеариус той има шестгодишна връзка и шест дъщери, с камериерката Катарина Байн той има пет деца. За жените и децата от тези връзки той се грижи с пари и имот.